# 1035年
| 千纪： | 2千纪 |
| 世纪： | 10世纪 \| 11世纪 \| 12世纪                                                                                 |
| 年代： | 1000年代 \| 1010年代 \| 1020年代 \| 1030年代 \| 1040年代 \| 1050年代 \| 1060年代                           |
| 年份： | 1030年 \| 1031年 \| 1032年 \| 1033年 \| 1034年 \| 1035年 \| 1036年 \| 1037年 \| 1038年 \| 1039年 \| 1040年 |
| 纪年： | 乙亥年（猪年）；契丹重熙四年；北宋景祐二年；大理正治九年；西夏廣運二年；越南通瑞二年；日本長元八年         |

## 大事记
- 哈罗德一世成为英国国王。
- 范仲淹在苏州创办府学，就是江苏省苏州中学的前身。
- 歸義軍政權為李元昊所滅，第八任曹氏归义军节度使曹賢順以千騎投降西夏。
- 伊比利半島東北部亞拉岡地區脫離納瓦拉王國成為獨立的亞拉岡王國。
- 11月12日——克努特大帝去世，其子哈德克努特繼承丹麥王位，挪威前國王奧拉夫的兒子馬格努斯率軍入侵挪威，被加冕為挪威國王，哈德克努特同父異母兄哈羅德一世趁其忙於平定挪威叛亂之際成為英格蘭執政。

## 出生
- 章惇，北宋政治家（1105年去世，70岁）
- 李诫，北宋建筑师（1110年去世，75岁）
- 徐禧，北宋大臣（1082年去世，47岁）

## 逝世
- 桑乔·加尔塞斯三世，阿拉贡伯爵和纳瓦拉国王，卡斯蒂利亚国王（985年出生，50岁）
- 7月3日——罗贝尔一世（宽宏的），诺曼底公爵
- 11月12日——克努特大帝，英格蘭國王和挪威國王。（995年出生，40岁）